# 羅斯巴赫河 (美因河支流)
50°07′12″N 10°59′14″E / 50.120111°N 10.987292°E
羅斯巴赫河是德國的河流，位於該國東南部，由巴伐利亞負責管轄，屬於美因河的右支流，河道全長3.2公里，流域面積5.8平方公里，發源自巴特施塔弗爾施泰因東南面。